# Công giáo tại Kazakhstan
Giáo hội Công giáo tại Kazakhstan là một phần của Giáo hội Công giáo Hoàn vũ, dưới sự lãnh đạo tinh thần của giáo hoàng ở Vatican.

## Số giáo dân
Có khoảng 250.000 người Công giáo ở Kazakhstan trong tổng số 15 triệu dân. Hầu hết người Công giáo trong nước đều là người Ba Lan, người Đức và người Litva. Có 3.000 người Công giáo nghi lễ Hy Lạp, cũng được gọi là người Công giáo phương Đông tại Kazakhstan. Số lượng người Công giáo giảm sau sự sụp đổ của chủ nghĩa cộng sản khi nhiều người Công giáo Đức di cư sang Đức.

## Lịch sử
Trong thế kỷ thứ hai sau Công Nguyên, các tù nhân Công giáo La Mã thời kỳ chiến tranh đã được đưa vùng mà bây giờ là Kazakhstan sau thất bại của họ dưới tay người Ba Tư Sassanid. Ngai tòa giám mục vẫn còn tồn tại trong thế kỷ thứ tư và cũng có một tu viện Melkite vào cuối thế kỷ thứ tư và đầu thế kỷ thứ năm.

### Thời kỳ cộng sản
Người đứng đầu Liên Xô Joseph Stalin gây ra một sự gia tăng lớn trong dân số Công giáo của Kazakhstan do trục xuất người Công giáo và giáo sĩ của họ đến các trại tập trung trong nước. Một số linh mục sau đó quyết định giúp xây dựng nhà thờ ở quốc gia đó. Vào cuối những năm 1960, hai nhà thờ Công giáo đã được đăng ký, một tại Alma-Ata và một ở Kustanai nhưng sau đó chúng tan rã và được đăng ký lại.

### 1991 đến nay
Với sự sụp đổ của chủ nghĩa cộng sản vào năm 1991, cộng đồng Công giáo đã hoàn toàn quay trở lại mở cửa. Năm 1991, Giáo hoàng Gioan Phaolô II đã thành lập một Giám mục Giám quản Tông Tòa với lãnh thổ giáo luật bao phủ tất cả Trung Á. Quan hệ ngoại giao giữa Toà Thánh và Kazakhstan được thiết lập vào năm 1994. Năm 1997, bốn quốc gia khác trong khu vực, Kyrgyzstan, Tajikistan, Turkmenistan và Uzbekistan đều trở thành những vùng truyền giáo độc lập, vì vậy Giám quản Tông Tòa trở thành của riêng Kazakhstan và có trụ sở tại Karaganda. Năm 1999, Tòa Giám quản Tông Tòa được phân thành bốn; ba Tòa Giám quản Tông Tòa mới được tạo ra, có trụ sở tại Almaty, Astana và Atyrau và một giáo phận được tạo ra ở Karaganda. Giáo hoàng Gioan Phaolô II trở thành Giáo hoàng đầu tiên đến thăm Kazakhstan trong lịch sử đất nước vào năm 2001. Năm 2003, Gioan Phaolô II nâng Astana lên một Tổng giáo phận và Almaty trở thành một giáo phận. Năm 2006, các linh mục Công giáo được thụ phong linh mục lần đầu tiên tại Kazakhstan.
Năm 2008, Giáo hội ở nước Cộng hòa Xô viết cũ của Kazakhstan đã xác nhận gốc gác người Châu Á của mình khi hội đồng giám mục của quốc này được chính thức chấp nhận vào Liên Hội đồng Giám mục Á châu.